# Шичахай
Шичахай (кит. трад. 什刹海, пиньинь Shíchàhǎi, буквально: «Десяток земель и морей») — парк в пекинском районе Сичэн, Китай. Парк состоит из трех озер, расположенных к северо-западу от Запретного города и от парка Бэйхай. Три озера в составе парка, это Цяньхай (前海), Сихай (西海) и Хоухай (后海). В царские времена парк назывался Поречьем (кит. трад. 河沿, пиньинь héyán, палл. Хэянь). Площадь парка Шичахай составляет 146,7 га.

## Основная информация
Первые упоминания о парке имеются ещё со времен эпохи династии Цзинь. Со времен династии Юань парк являлся северным тупиком великого канала Китая, связывающего Пекин с Ханчжоу. По этой причине, район парка был важным коммерческим районом Пекина.
В парке сохранилось более чем 40 культурных объектов, что составляет более трети для района Сичэн. Многие здания в Пекине, занимающие важное место в истории, расположены здесь. Вокруг озер есть десять известных даосских и буддийских храмов и несколько императорских особняков и садов. Среди них можно выделить сады и дворец князя Гуна, пекинский дом Сун Цинлин, башня Дэшэнмэнь, храмы Гуанхуа, Хуэйтун, Хуэйсянь.
Все озера окружены деревьями. Летом туристы, посещающие парк имеют возможность взять напрокат лодки. Зимой люди приходят на озера с коньками. В 1992 году муниципальные власти Пекина объявили район парка «историческим и культурным живописным районом».

## Галерея

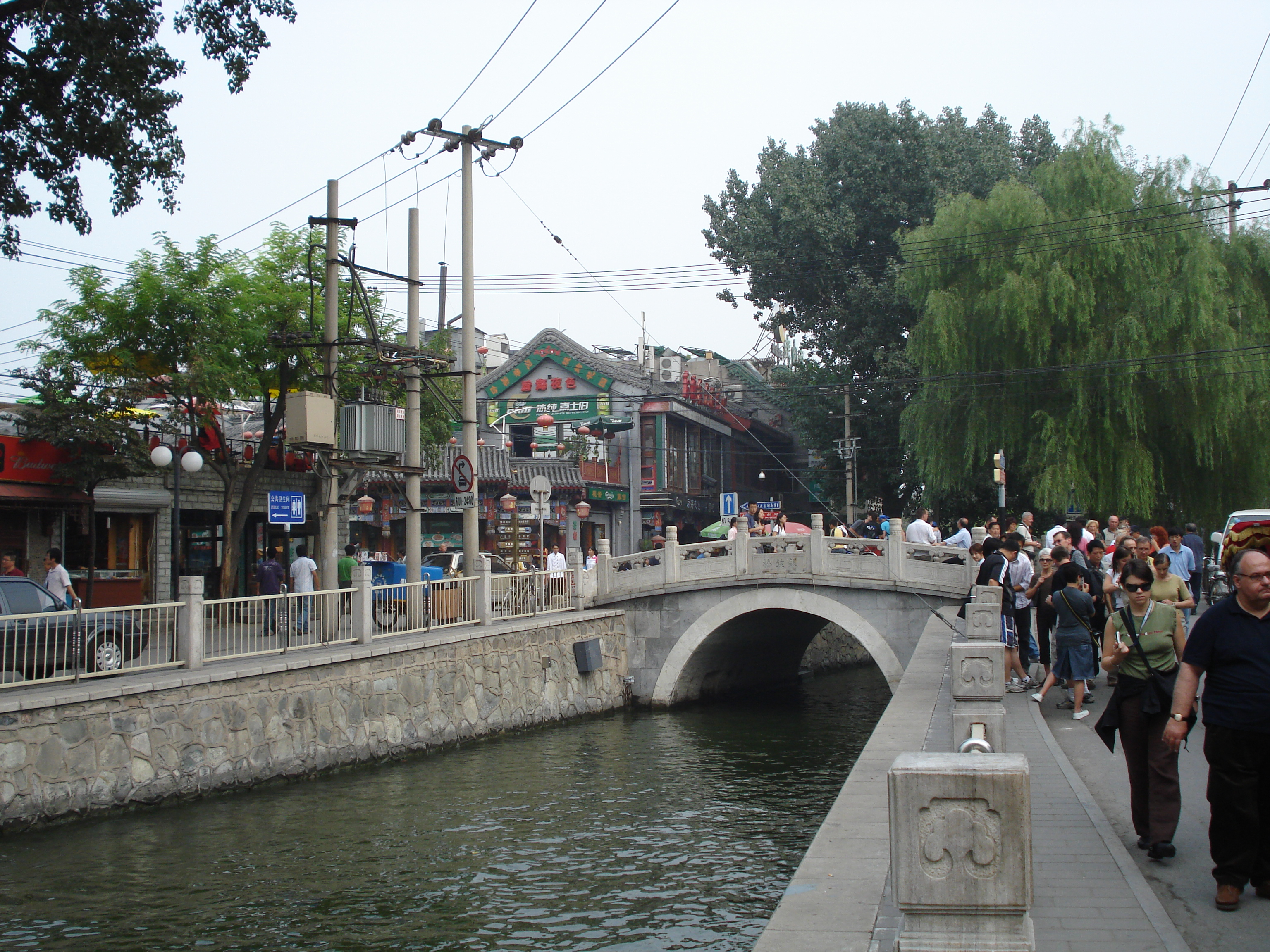
Типичная китайская улица хутун с сыхэюанями
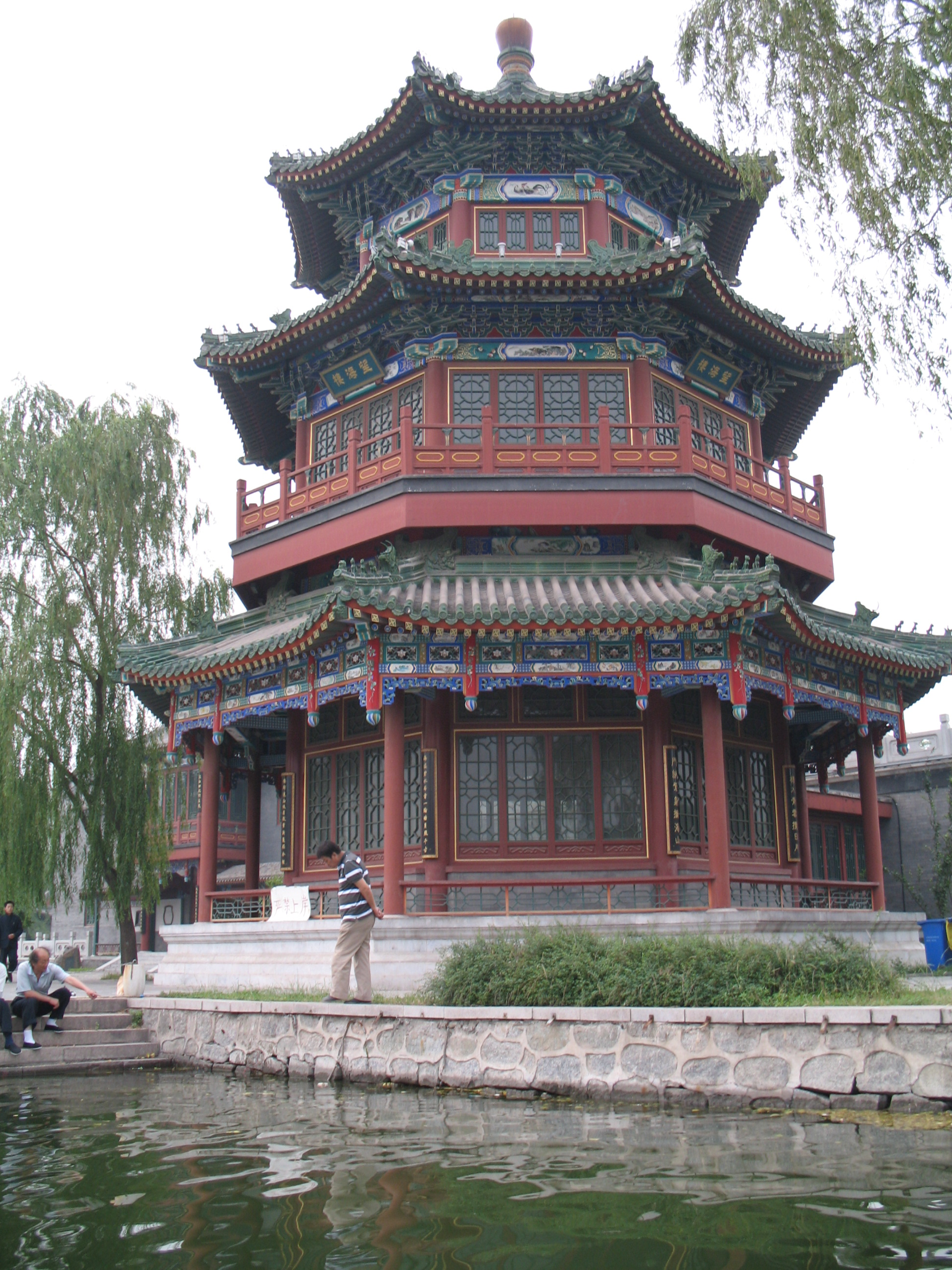
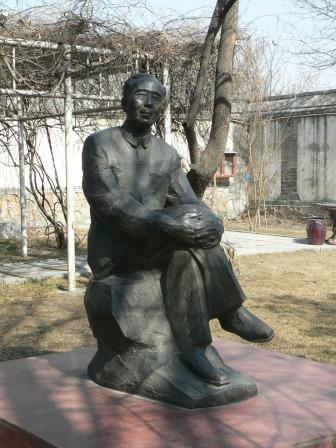
Памятник Го Можо в парке
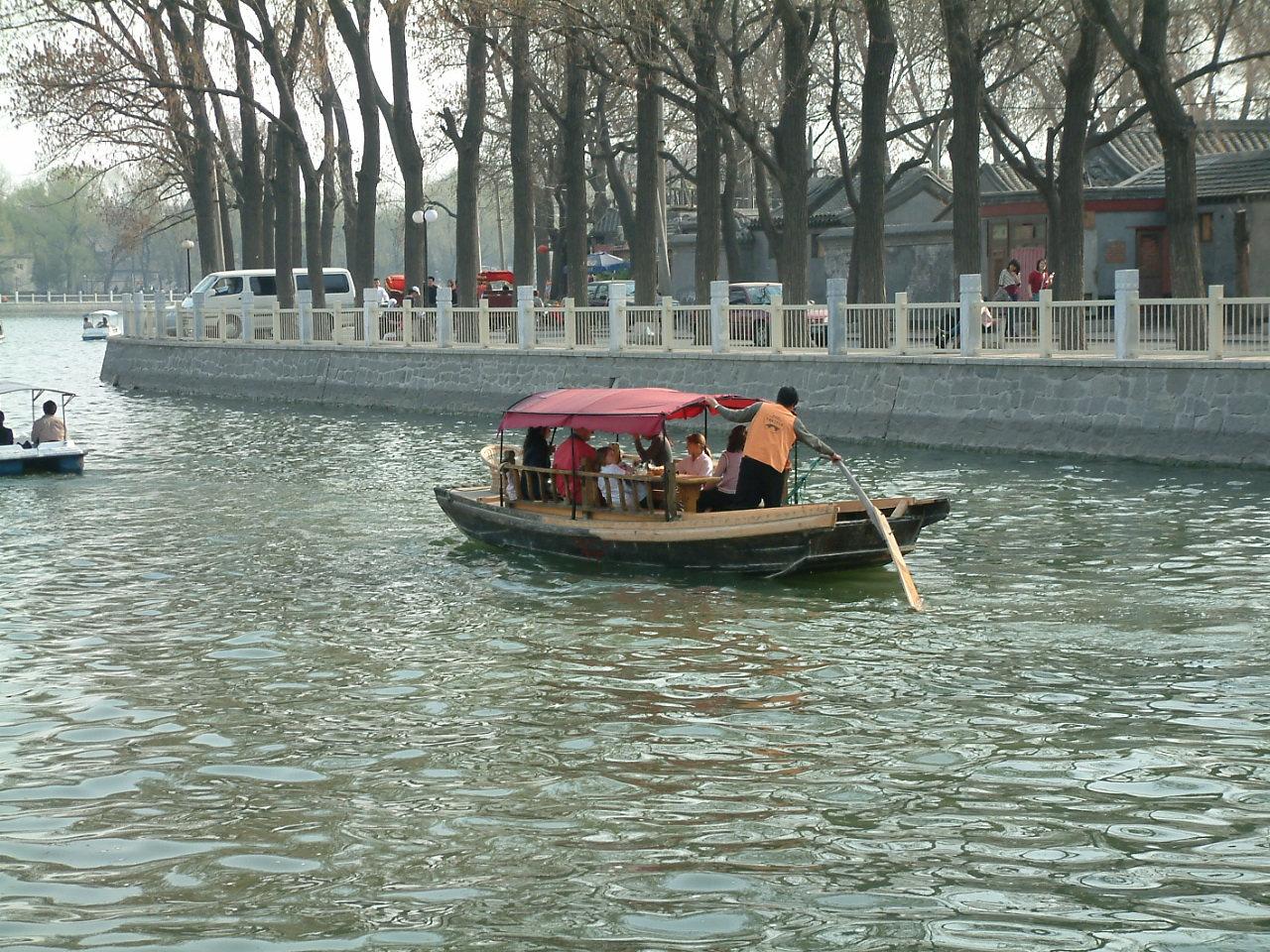
Туристы на экскурсии по озеру
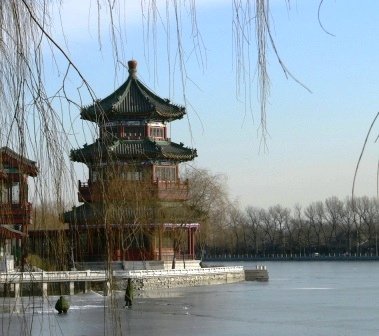
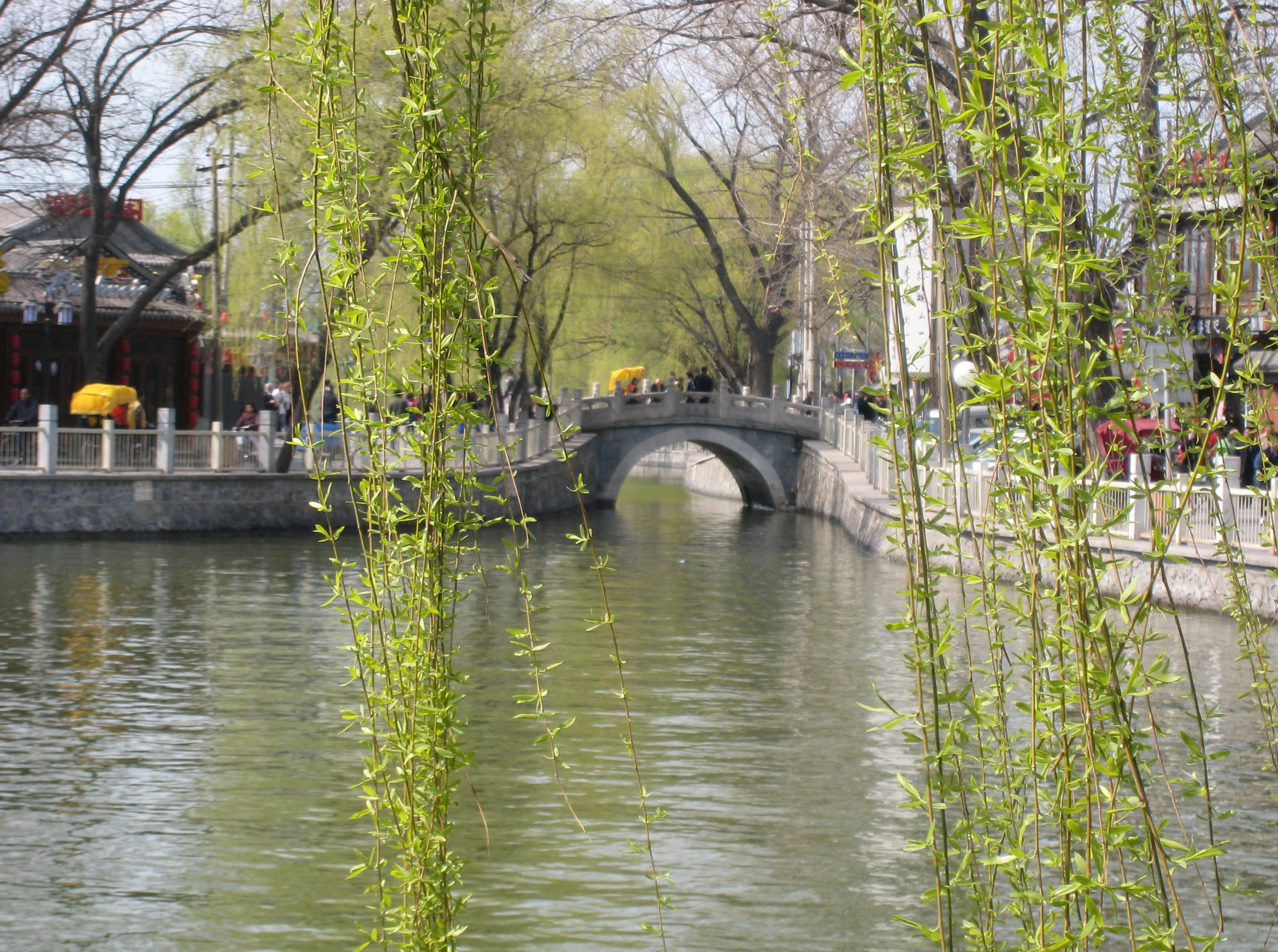
"Серебряный слиток" или мост "Иньдин" (银锭桥)